# Reuben McAllister
Reuben McAllister (* 15. Mai 2006 in Edinburgh) ist ein schottischer Fußballspieler, der zuletzt bei Hibernian Edinburgh in der Scottish Premiership unter Vertrag stand.

## Karriere
Reuben McAllister wurde im Jahr 2006 als Sohn des Fußballspielers Jamie McAllister in Edinburgh geboren als dieser bei Heart of Midlothian spielte. Nachdem sein Vater im gleichen Jahr der Geburt nach Bristol City gewechselt war, spielte Reuben McAllister ab dem neunten Lebensjahr in der Jugendakademie des Vereins.
McAllister verließ Bristol City im Juli 2022 für eine Ablösesumme von ungefähr 275.000 € und unterschrieb einen Dreijahresvertrag bei Hibernian Edinburgh an der Easter Road. Sein Vater war bereits einen Moant zuvor als neuer Co-Trainer von Lee Johnson bei den „Hibs“ vorgestellt worden. Er gab sein Profidebüt am 3. August 2023 in der Conference League gegen Inter Club d’Escaldes, als er im Rückspiel für Lewis Stevenson eingewechselt wurde.
McAllister wurde im Januar 2024 an den schottischen Drittligisten Kelty Hearts verliehen.